# Монсараш
Монсара́ш (порт. Monsaraz) — фрегезия (район) в муниципалитете Регенгуш-де-Монсараш округа Эвора в Португалии. Территория — 88,29 км². Население — 977 жителей. Плотность населения — 11,1 чел/км².